# Atlas (astronomia)
Atlas (noto anche come Atlante o 27 Tauri, secondo la nomenclatura di Flamsteed) è un sistema stellare triplo nella costellazione del Toro. Si tratta di una delle stelle componenti l'ammasso aperto delle Pleiadi, la seconda più brillante in termini relativi (magnitudine apparente +3,62); giace ad una distanza di circa 440 anni luce dal sistema solare. Il suo nome proprio deriva dalla figura mitologica del titano Atlante, il padre delle Pleiadi mitologiche.

## Caratteristiche

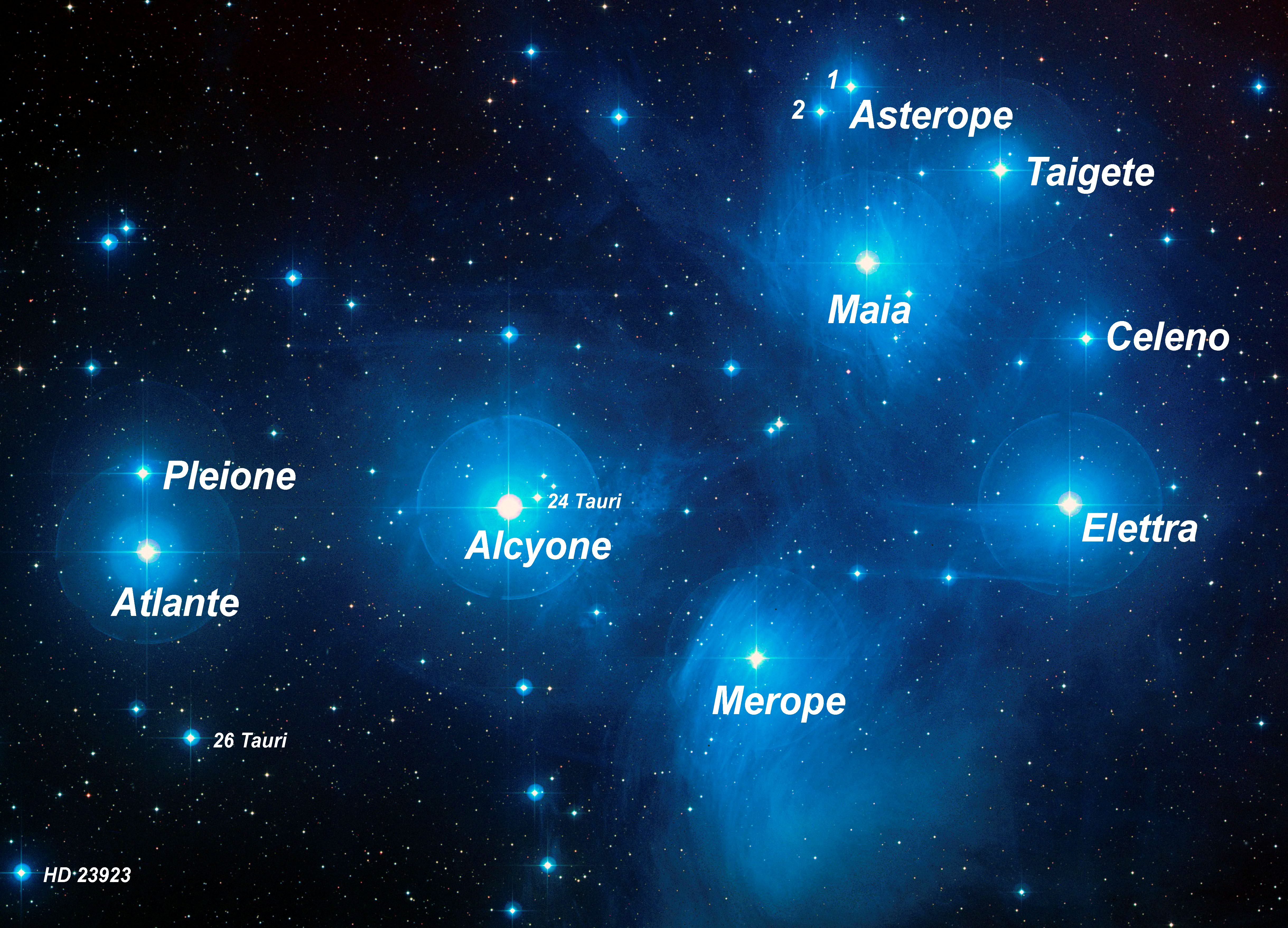
La posizione di Atlas nelle Pleiadi.

La componente primaria, Atlas A, è una gigante blu di tipo spettrale B con una magnitudine apparente pari a 3,62; è in realtà una binaria spettroscopica con componenti di magnitudine 4,1 e 5,6, con un'orbita di periodo pari a 1250 giorni. La più brillante delle due è una gigante blu di tipo spettrale B8III, che possiede una luminosità 940 volte quella del Sole (includendo la radiazione emessa nell'ultravioletto) ed una temperatura superficiale di 12.300 K. Come molte altre stelle di classe B, Atlas possiede una rotazione molto rapida, con una velocità di almeno 212 km/s.
È presente pure una terza compagna di magnitudine 6,8, nota come Atlas B, ad una separazione di 0,4 secondi d'arco, pari a circa 52 UA. È una stella bianca che completa la propria orbita ogni 150 anni circa.